# Skydance Media
Skydance Media fue una compañía estadounidense de cine y televisión con sede en Santa Mónica, California. Fundada por David Ellison en 2006, la compañía recaudó $350 millones para coproducir y cofinanciar películas con Paramount Pictures. Skydance es responsable por películas como True Grit, Star Trek: en la oscuridad, Guerra Mundial Z, Misión imposible: Protocolo fantasma y Terminator Génesis. 
El 7 de julio de 2024, Skydance anunció su intención de fusionarse con Paramount Global en una transacción de 8 mil millones de dólares, en virtud de un acuerdo en el que Skydance adquiriría el accionista controlador privado de Paramount, National Amusements, y luego realizaría una fusión de acciones con la empresa. La transacción se completó el 7 de agosto de 2025

## Historia

### Formación

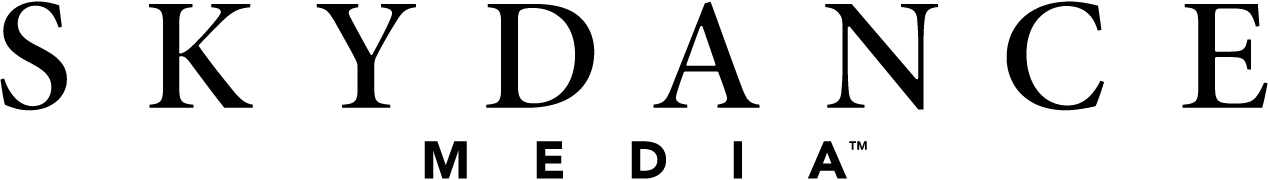
Logo desde 2016 a 2021

Skydance Productions fue fundada en 2006 por David Ellison, hijo de Larry Ellison, cofundador y entonces director ejecutivo de Oracle Corporation. La primera película de la empresa fue Flyboys en 2006; fue protagonizada por Ellison y fue cofinanciada con Metro-Goldwyn-Mayer.
En el otoño de 2009, Skydance y Paramount Pictures firmaron un acuerdo de cofinanciación, producción y distribución de cinco años, en el que Paramount tenía una opción adicional de distribución. Antes de agosto de 2010, Skydance contrató a Dana Goldberg, ex de Village Roadshow Pictures, para supervisar el desarrollo y la producción. En agosto de 2010, con la asociación con Paramount y una inversión de capital de Larry Ellison, que en ese momento era la sexta persona más rica del mundo, Skydance recaudó 350 millones de dólares en capital y crédito para cofinanciar sus películas.
El 25 de octubre de 2011, Skydance intentó firmar su primer cliente de producción con Alex Kurtzman y Roberto Orci de K/O Paper Products, pero el acuerdo nunca se materializó.

### Expansión
El 1 de mayo de 2013, Skydance lanzó Skydance Television y contrató a Marcy Ross como presidenta de la división.En 2014, Jesse Sisgold se unió a Skydance como presidente de Asuntos Comerciales y Planificación Estratégicay más tarde ese año fue ascendido a Director de Operaciones.En 2017 fue ascendido nuevamente a presidente y director de operaciones. En marzo de 2014, Don Granger se unió a la empresa como vicepresidente ejecutivo de producciones de largometraje, un puesto de nueva creación; reporta a Dana Goldberg, quien es la directora creativa de la empresa.
En marzo de 2015, Anne Globe se unió a la empresa como directora de marketing.Más tarde, ese mismo año, Skydance obtuvo 700 millones de dólares estadounidenses en nueva financiación. La refinanciación incluyó 200 millones de dólares en capital de un grupo de inversores y una línea de crédito de 500 millones de dólares de J.P. Morgan Chase.Skydance renovó su acuerdo con Paramount en el verano de 2013 por cuatro años más.
El 3 de mayo de 2016, Skydance lanzó la división Skydance Interactive el año pasado luego de la adquisición de The Workshop Entertainment y anunció en enero de 2017 un nuevo juego de realidad virtual basado en una historia titulado Archangel. Skydance también creó un sello de producción llamado Uncharted en diciembre de 2016 para albergar contenido fuera de los géneros de acción, ciencia ficción o fantasía.
El 16 de marzo de 2017, Skydance lanzó la división Skydance Animation formando una asociación de varios años con Ilion Animation Studios, con sede en Madrid.En agosto de 2017, Skydance y Paramount renovaron su acuerdo de programación por otros cuatro años hasta 2021, con la incorporación de las películas animadas de Skydance para su distribución.
El 25 de enero de 2018, Tencent compró una participación minoritaria del 5% al 10%. Jun Oh fue contratado por Skydance Media como jefe de asuntos teatrales, interactivos y legales en octubre de 2018.En febrero de 2020, RedBird Capital Partners y CJ ENM invirtieron en la empresa.En abril de 2020, Skydance Media nombró a la veterana ejecutiva de entretenimiento Stephanie Kyoko McKinnon para el puesto recién creado de asesora general.El 20 de octubre de 2021, Skydance anunció Skydance Sports, una nueva división dirigida por Jon Weinbach que produciría contenido con temática deportiva.
En enero de 2022, Skydance llegó a un acuerdo no exclusivo de primera opción de varios años con Apple Original Films para una serie de películas de acción real. Variety informó que el acuerdo preveía dos películas por año con un presupuesto de al menos 125 millones de dólares cada una, y que Skydance recibiría un pago de al menos 25 millones de dólares por película. Skydance también conservaría los derechos de propiedad intelectual de las películas producidas bajo el acuerdo y aún podría trabajar con otros distribuidores.
El 13 de octubre de 2022, Skydance completó una ronda de inversión estratégica de 400 millones de dólares liderada por KKR, un inversor primerizo, y a la que se unió la familia Ellison, que son accionistas mayoritarios.Para el 13 de abril de 2023, Skydance Media respaldó una nueva empresa de la estrella del country Tim McGraw con sede en Nashville llamada "Down Home"; con dos series con guion en desarrollo, junto con planes sobre largometrajes y animación a continuación.El 7 de julio, Skydance obtuvo una nueva línea de crédito de 1.000 millones de dólares, lo que le otorga al estudio de cine y televisión una mayor flexibilidad para invertir en sus líneas de negocios.

### Propuesta de adquisición de Paramount Global
En enero de 2024, se informó que David Ellison estaba interesado en comprar la empresa matriz de Paramount Global, National Amusements, a Shari Redstone.Skydance mantuvo conversaciones exclusivas con Paramount sobre una fusión, pero el plazo expiró sin que se llegara a un acuerdo. Un comité independiente que representaba a Paramount recomendaría una oferta revisada de Ellison que permitiría a Skydance comprar National Amusements por 2.000 millones de dólares.En junio de 2024, CNBC informó que Skydance y Paramount acordaron los términos de una fusión,que estaba esperando la aprobación de National Amusements.
Después de que el 11 de junio se informara que las negociaciones de fusión habían fracasado, se reportó que las negociaciones entre ambos se reanudaron el 2 de julio y que Skydance llegó a un acuerdo preliminar. El 7 de julio, Ellison anunció oficialmente su intención de que Skydance adquiera Paramount Global bajo un acuerdo de 8000 millones de dólares estadounidenses, después de haber recibido la aprobación de un comité especial de la junta directiva. El acuerdo se estructurará de modo que un grupo de inversores de Skydance pagará 2400 millones de dólares en efectivo para comprar National Amusements, y Paramount Global pagará a sus accionistas de clase A y clase B 4500 millones de dólares en efectivo y acciones. Paramount añadiría 1500 millones de dólares estadounidenses en capital primario a su balance. La segunda fase verá una fusión totalmente en acciones entre Skydance Media y Paramount, valorada en 4750 millones de dólares. Paramount Global tendría 45 días para buscar ofertas mejores o iguales de otros postores antes de finalizar.

## Películas
| Año  | Título                                    | Compañeros de la productora                                                              |
| ---- | ----------------------------------------- | ---------------------------------------------------------------------------------------- |
| 2006 | Flyboys                                   | Metro-Goldwyn-Mayer, Ingenious Film Partners, Electric Entertainment, Paramount Pictures |
| 2010 | True Grit                                 | Paramount Pictures                                                                       |
| 2011 | Misión imposible: Protocolo fantasma      | Paramount Pictures, Bad Robot Productions, TC Productions                                |
| 2012 | The Guilt Trip                            | Paramount Pictures                                                                       |
| 2012 | Jack Reacher                              | Paramount Pictures, TC Productions                                                       |
| 2013 | G.I. Joe: Retaliation                     | Metro-Goldwyn-Mayer, Paramount Pictures, Hasbro                                          |
| 2013 | Star Trek: en la oscuridad                | Paramount Pictures, Bad Robot Productions                                                |
| 2013 | Guerra Mundial Z                          | Paramount Pictures, Plan B Entertainment, GK Films                                       |
| 2014 | Jack Ryan: Shadow Recruit                 | Paramount Pictures                                                                       |
| 2015 | Terminator Génesis                        | Paramount Pictures                                                                       |
| 2015 | Misión: Imposible - Nación Secreta        | Paramount Pictures, Bad Robot Productions, TC Productions                                |
| 2016 | Jack Reacher: Never Go Back               | Paramount Pictures, Bad Robot Productions, TC Productions                                |
| 2016 | Star Trek Beyond                          | Paramount Pictures, Bad Robot Productions, K/O Paper Products                            |
| 2017 | Geostorm                                  | Warner Bros. Pictures, Electric Entertainment,Paramount Pictures                         |
| 2017 | Life                                      | Columbia Pictures, Paramount Pictures                                                    |
| 2018 | Misión: Imposible - Fallout               | Paramount Pictures, Bad Robot Productions, TC Productions                                |
| 2019 | Gemini Man                                | Paramount Pictures, Overbrook Entertainment, Jerry Bruckheimer Films                     |
| 2019 | 6 Underground                             | Netflix, Bay Films                                                                       |
| 2019 | Terminator: Dark Fate                     | Paramount Pictures, 20th Century Fox, Walt Disney Studios Motion Pictures                |
| 2020 | The Old Guard                             | Netflix, Denver and Delilah Productions                                                  |
| 2022 | Star Blazers                              | Paramount Pictures, Bad Robot Productions, TC Productions                                |
| 2022 | Top Gun: Maverick                         | Paramount Pictures, Jerry Bruckheimer Films, TC Productions                              |
| 2022 | Luck                                      | Apple TV+                                                                                |
| 2023 | Spy Kids: Armageddon                      | Spyglass Media Group, Double R Productions                                               |
| 2023 | Misión imposible: sentencia mortal        | Paramount Pictures, Jerry Bruckheimer Films, TC Productions                              |
| 2023 | Air                                       | Artists Equity, Mandalay Pictures, Amazon Studios, Warner Bros. Pictures                 |
| 2023 | Transformers: el despertar de las bestias | Paramount Pictures, Hasbro, New Republic Pictures, Bay Films, Di Bonaventura Pictures    |

## Televisión
| Año  | Título          |
| ---- | --------------- |
| 2014 | Manhattan       |
| TBA  | Grace & Frankie |